# Alpes de Gailtal
Les Alpes de Gailtal (en allemand : Gailtaler Alpen, également Drauzug, « chaîne de la Drave ») sont un massif  des Préalpes orientales méridionales. Cette chaîne de montagnes s'élève en Autriche (dans le land de Carinthie et le Tyrol oriental), entre les vallées de la Drave au nord et de la Gail au sud, d'où leur nom.
Les Alpes de Gailtal sont traditionnellement comprises dans l'ensemble des Alpes carniques. Le Grosse Sandspitze, d'une altitude de 2 770 m, est le point culminant du massif.

## Géographie

### Situation
Selon la classification orographique des Alpes orientales développée par les clubs alpins allemand, autrichien et sud-tyrolien (Alpenvereinseinteilung der Ostalpen, AVE), le massif est entouré des Hohe Tauern et des Alpes de Gurktal au nord de la Drave, et du massif des Alpes carniques (au sens strict du terme) au sud de la Gail. Au sud-est, l'embouchure de la Gail dans la Drave près de Villach marque la transition entre les Alpes de Gailtal et les Karavanke.

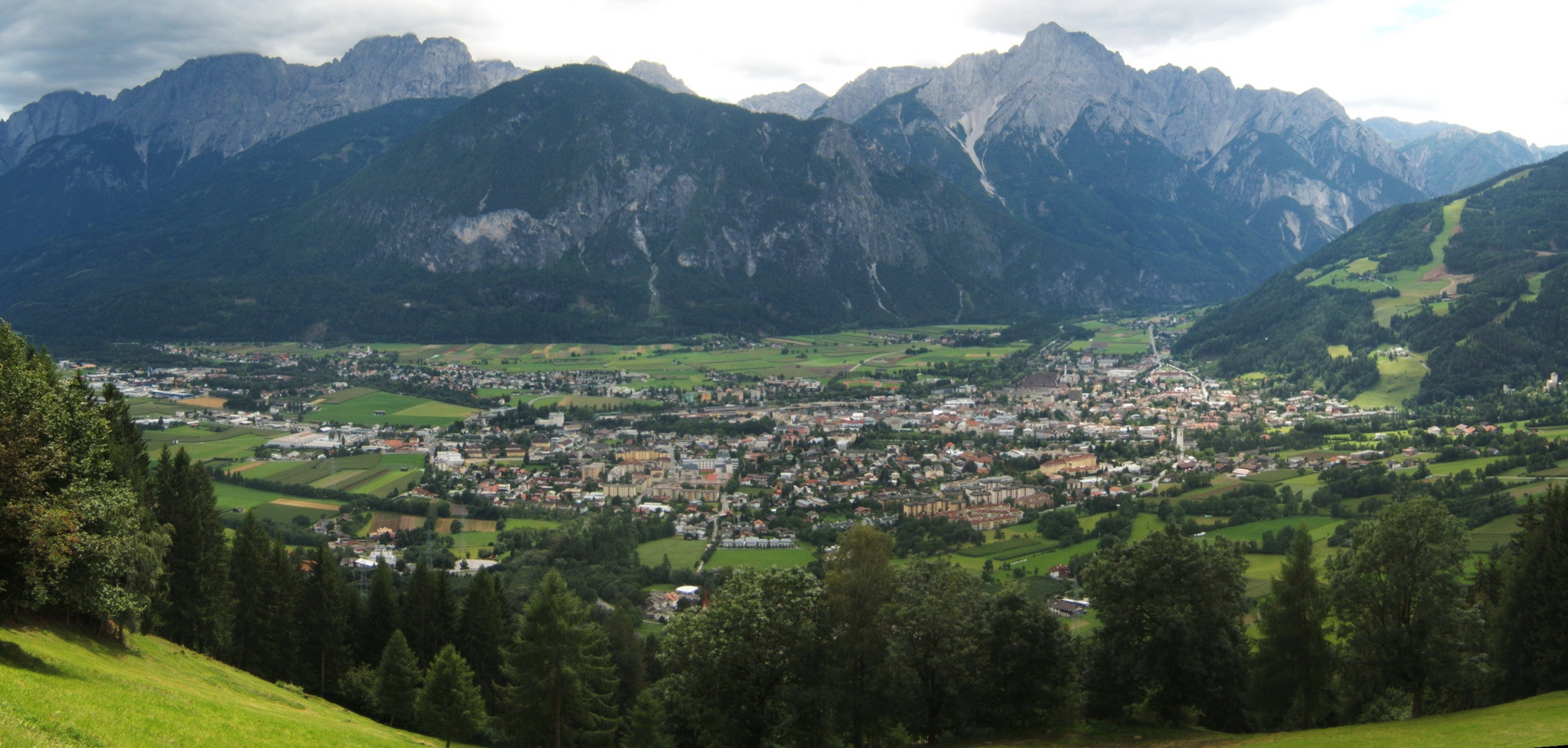
Vue sur Lienz et les Dolomites de Lienz.

La longue chaîne de montagnes est formée par les Dolomites de Lienz (Lienzer Dolomiten), le chaînon le plus occidental, et les Alpes de Gailtal au sens strict comprenant les chaînons de Reisskofel (en) (2 371 m), Latschur (2 236 m), Spitzegel (2 118 m) et Dobratsch (2 166 m).
Le Weissensee (« lac Blanc ») se trouve en plein cœur du massif.

### Sommets principaux
- Grosse Sandspitze, 2 770 m
- Spitzkofel (de), 2 718 m
- Laserzwand, 2 614 m
- Eggenkofel, 2 590 m
- Gamswiesenspitze, 2 486 m
- Reisskofel (en), 2 371 m
- Torkofel, 2 275 m
- Jauken (de), 2 275 m
- Spitzenstein, 2 265 m
- Mitterkofel, 2 247 m
- Latschur, 2 236 m
- Jaukenhöhe, 2 234 m
- Dobratsch, 2 166 m
- Goldeck, 2 142 m
- Spitzegel, 2 118 m
- Vellacher Egel, 2 108 m

## Géologie
Les Alpes de Gailtal se trouvent au nord de la limite entre la plaque adriatique et la plaque eurasienne. Géologiquement, elles appartiennent donc plutôt aux Alpes orientales centrales. Néanmoins, elles sont constituées de calcaires qui ont été repoussés vers le nord par le plissement des Alpes, c'est pourquoi on les rattache habituellement aux Préalpes orientales méridionales.

## Activités

### Stations de sports d'hiver
- Obertilliach
- Spittal an der Drau
- Techendorf
- Villach

### Tourisme et économie locale
À l'intérieur des montagnes peu peuplées, seules trois régions sont notablement peuplées :
- le Bleiberg, dans l'extrême est du massif, qui vit depuis des siècles de la production de plomb et désormais du thermalisme ;
- les régions de Gitschtal, au centre, et Stockenboi, à l'est, avec le Weissensee compris entre les deux, ont développé le tourisme tant hivernal qu'estival.

Le Gailtaler almkäse est un fromage produit localement, et qui est protégé par une appellation d'origine protégée depuis 1997.